# Plumcreek
Plumcreek  è una township degli Stati Uniti d'America, nella contea di Armstrong nello Stato della Pennsylvania. Secondo il censimento del 2000 la popolazione è di 2.304 abitanti.

## Società

### Evoluzione demografica
La composizione etnica vede una quasi esclusività della razza bianca (99,44%), dati del 2000.
| township di Plumcreek Popolazione |       |
| 2000                              | 2.304 |
| Stima al 01-07-07                 | 2.258 |